# Merostachys burmanii
Merostachys burmanii är en gräsart som beskrevs av Tatiana Sendulsky. Merostachys burmanii ingår i släktet Merostachys och familjen gräs. Inga underarter finns listade i Catalogue of Life.